# Flächenlast
Eine Flächenlast f, teils auch Flächendruck, ist eine Belastung durch Kräfte, die nicht konzentriert (punktförmig) oder über eine Strecke verteilt sind, sondern die kontinuierlich über eine Fläche verteilt sind.
Der Begriff findet sich in der technischen Mechanik, insbesondere der Statik.
In Fahrzeugtechnik und Straßenbau wurde, bis Mitte des 20. Jahrhunderts, auch teils der Begriff 'Flächendruck' verwendet, mit der gleichen physikalischen Bedeutung, aber angewendet zum Beispiel auf die Berührungsfläche eines Reifens mit der Fahrbahn. 
Eine Flächenlast resultiert aus einem Traktionsvektor (z. B. Oberflächendruck, -zug, -schubspannung) (z. B. Wasserhöhe in einer Kanalbrücke oder eine Volumenkraft mal Dicke).
Eine Flächenlast ist eine Spannung hat die Dimension Kraft pro Fläche, z. B.:
{\displaystyle f={\frac {\mathrm {d} F}{\mathrm {d} A}}}
mit der Kraft {\displaystyle F}. Das Verhältnis ist differentiell formuliert, da die Flächenlast im Allgemeinen nicht konstant über der Fläche {\displaystyle A} ist.
Besondere Beispiele sind folgende Einwirkungen in der Baustatik:
- Nutzlasten, beispielsweise die Verkehrslast einer Brücke, die sowohl über die Länge als auch über die Breite verteilt ist.
- Eigengewichte mal Dicke von beispielsweise Brückenbalken und ihrer Verkehrsweg-Aufbauten (Beläge, Schüttgüter, Schienen)
- Windlasten auf Wände und Dächer,
- Schneelasten auf Dächer.

Typische Flächen-Lastannahmen finden sich in den einschlägigen Normen oder in Bautabellen (z. B. von Schneider Bautabellen, Werner Verlag).